# Gare de Sumakaihinkōen
La gare de Sumakaihinkōen (須磨海浜公園駅, Sumakaihinkōen-eki) est une gare ferroviaire localisée dans la ville de Kobe, dans la préfecture de Hyōgo au Japon. La gare est exploitée par la compagnie JR West, sur la ligne Sanyō (ligne JR Kobe). Le numéro de gare est JR-A67.

## Situation ferroviaire
Établie à 9 mètres d'altitude, la gare de Sumakaihinkōen est située au point kilométrique (PK) 6.0 de la ligne Sanyō.

## Histoire
En 1994, la JR West met en place une politique pour la création d'une nouvelle gare entre la gare de Suma et la gare de Takatori. Il faudra attendre plus de vingt ans pour voir le début des travaux de la nouvelle gare en 2005. À ce moment-là, la gare est provisoirement appelée Sumakaihinkōen-mae. Deux ans plus tard, la JR West annonce officiellement le nom de la gare "Sumakaihinkōen". Le 15 mars 2008, la gare est inaugurée.
En 2014, la fréquentation journalière de la gare était de  6 221 personnes
| 2010  | 2011  | 2012  | 2013  | 2014  |
| 5 418 | 5 712 | 5 770 | 5 986 | 6 221 |

## Service des voyageurs

### Accueil
La gare dispose d'un guichet, ouvert tous les jours de 8 h à 20 h, de billetterie automatique verte pour l'achat de titres de transport pour shinkansen et train express. La carte ICOCA est également possible pour l’accès aux portillons d’accès aux quais.
La gare possède également un coin pour les consignes automatiques.

### Desserte
La gare de Sumakaihinkōen est une gare disposant d'un quai et de deux voies.  La desserte est effectuée par des trains locaux.
| N° de voie | Ligne     | Direction                    |
| ---------- | --------- | ---------------------------- |
| 1          | A JR Kobe | Sanomiya - Amagasaki - Osaka |
| 2          | A JR Kobe | Nishi-Akashi - Himeji        |

### Intermodalité
Un arrêt de bus du réseau de la ville de Kobe sont également disponibles près de la gare.
La gare permet d'accéder à plusieurs lieux remarquables :
- Le parc de la plage de Suma
- La tour verte
- La plage de Suma
- L'aquarium public Suma de Kobe
- Le sanctuaire shinto de Tsunashikitenman-jinja